# Rjanggang
Rjanggang (korejsky 량강도 – 兩江道; Rjanggang-do) je jedna z provincií Severní Koreje. Leží na severu státu u hranice s Čínskou lidovou republikou, která se zde nachází v pohoří Čangbek Sanmek a je převážně tvořena hraničními řekami Amnokkang a Tumangang pramenícími na hoře Pektusan. V rámci Severní Koreje sousedí na východě s provincií Severní Hamgjong, na jihu s provincií Jižní Hamgjong a na západě s provincií Čagang. Vznikla v roce 1954 oddělením od Jižního Hamgjongu. Má rozlohu 13 317 čtverečních kilometrů, v roce 2008 měla zhruba 720 tisíc obyvatel a jejím hlavním městem je Hjesan.
Administrativně se Rjanggang dělí na hlavní město Hjesan a 11 okresů.
Na hranicích s Čínou se zde nachází hora Pektusan.